# ホップ ステップ ヤング
「ホップ ステップ ヤング」は、日本のバンド・フラワーカンパニーズの8枚目のシングル。

## 解説
- 前作より約1ヶ月でリリース。
- アルバム「マンモスフラワー」先行シングル。

## 収録曲
全編曲：フラワーカンパニーズ
1. ホップ ステップ ヤング (4:34)
作詞：鈴木けいすけ　作曲：フラワーカンパニーズ
ANB系「人気者でいこう!」エンディングテーマ
2. ユレテミヨウカ (5:44)
作詞・作曲：グレートマエカワ
アルバム未収録で、かつ再発アルバムにも収録されていないため、このシングルでしか聴けない。
3. ホップ ステップ ヤング（オリジナルカラオケ） (4:27)

## 収録アルバム
- マンモスフラワー（#1）
- Singles & More 〜Antinos Years（#1）
- マンモスフラワー+6（#1）